# 국제꼭두극연맹
국제꼭두극연맹(프랑스어: Union Internationale de la Marionnette, UNIMA - 영어: International Puppetry Association)는 유네스코에 소속해 있는 비정부기구로, 1929년 5월 20일, 체코(당시에는 '체코슬로바키아') 프라하에서 시작되었다.
자크 펠릭스는 1981년에 국제꼭두극연맹 본부를 프랑스 샤를빌메지에르로 옮겨 현재에 이르고 있다.

## 국제꼭두극연맹 세계대회
국제꼭두극연맹 세계대회에서는 '국제꼭두축제'(International Puppet Festival), 전시, 세미나 등도 함께 열리고 있다.
- 1922년: 프라하
- 1929년: 파리
- 1930년: 리에주
- 1933년: 류블랴나
- 1957년: 프라하
- 1958년: 부쿠레슈티
- 1960년: 보훔-브라운슈바이크
- 1962년: 바르샤바
- 1966년: 뮌헨
- 1969년: 뮌헨
- 1972년: 샤를빌메지에르
- 1976년: 모스크바
- 1980년: 워싱턴 D.C.
- 1984년: 드레스덴
- 1988년: 나고야
- 1992년: 류블랴나
- 1996년: 부다페스트
- 2000년: 마그데부르크
- 2004년: 리예카
- 2008년: 퍼스
- 2012년: 청두
- 2016년: 톨로사
- 2020년: 발리 섬 - 코로나 대유행으로 1년 늦춰 2021년 비대면 온라인으로 개최
- 2025년: 춘천에서 개최 예정

## 관련 사진

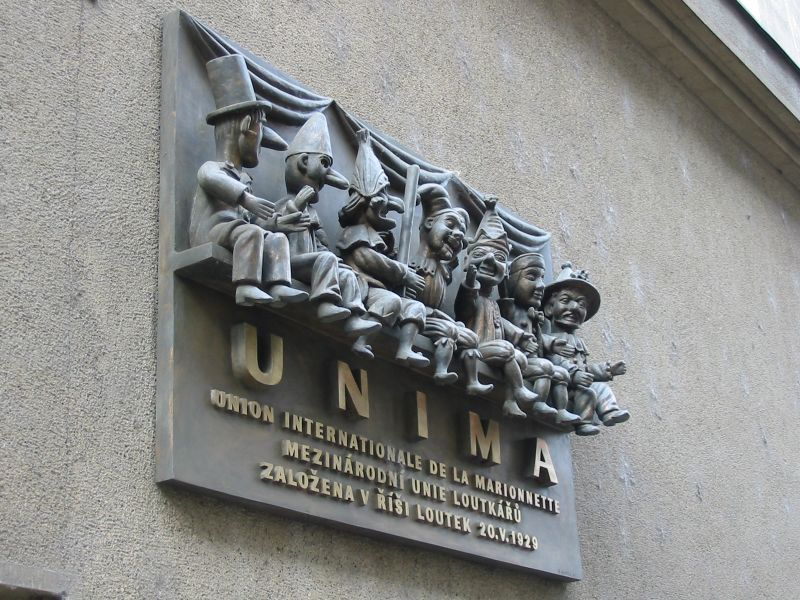
체코 프라하 국제꼭두극연맹창립회관에 있는 기념 현판

## 국제꼭두극연맹 한국본부[2](UNIMA Korea)
이경희(李京姬, 1932- ) 씨가 1979년 9월 국제꼭두극연맹[UNIMA] 한국본부를 설립하고 첫 회장직을 맡았다.
지금은 사무실을 춘천시 춘천인형극장 안에 두고 있다.
국제꼭두극연맹 한국본부 누리집 보관됨 2021-06-14 - 웨이백 머신

## 같이 보기
- 인형극